# Långtjärnen (Lycksele socken, Lappland, 718028-165242)
Långtjärnen är en sjö i Lycksele kommun i Lappland och ingår i Umeälvens huvudavrinningsområde.